# Јасловске Бохуњице
Јасловске Бохуњице (слч. Jaslovské Bohunice) насељено је мјесто са административним статусом сеоске општине (слч. obec) у округу Трнава, у Трнавском крају, Словачка Република.

## Географија
У близини насеља налази се Нуклеарна електрана Бохуњице.

## Становништво
| Година:    | 1994. | 2004.    | 2014.    | 2024.    |
| ---------- | ----- | -------- | -------- | -------- |
| Број људи: | 1656  | 1848     | 2124     | 2433     |
| Разлика:   |       | +11,59 % | +14,93 % | +14,54 % |

| Година:    | 2023. | 2024.   |
| ---------- | ----- | ------- |
| Број људи: | 2415  | 2433    |
| Разлика:   |       | +0,74 % |

Према подацима о броју становника из 2024. године насеље је имало 2433 становника.